# Alyxia muguma
Alyxia muguma är en oleanderväxtart som beskrevs av D. J. Middleton. Alyxia muguma ingår i släktet Alyxia och familjen oleanderväxter. Inga underarter finns listade i Catalogue of Life.